# Тересполь (гмина)
Тересполь (пол. Terespol) — сельская гмина (волость) в Польше, входит как административная единица в Бяльский повет, Люблинское воеводство. Административный центр гмины — деревня Кобыляны (Люблинское воеводство). Население — 7097 человек (на 2004 год).

## Сельские округа
1. Бохукалы
2. Добратыче-Колёня
3. Кобыляны
4. Корощин
5. Колпин
6. Огродники
7. Кшичев
8. Кукурыки
9. Кужавка
10. Лебедзев
11. Лехуты-Дуже
12. Лехуты-Мале
13. Ленги
14. Лобачев-Дужы
15. Лобачев-Малы
16. Малашевиче
17. Малашевиче-Дуже
18. Малашевиче-Мале
19. Михалькув
20. Муравец
21. Непле
22. Подолянка
23. Полятыче
24. Самовиче
25. Стажинка
26. Заставек

## Прочие поселения
1. Блоткув-Дужы
2. Блоткув-Малы
3. Корощын-Колёня
4. Косомина
5. Лебедзев-Колёня
6. Ланы
7. Майёнтек
8. Мястечко
9. Михалькув-Колёня
10. Мещаны
11. Мордеровиче
12. Огрудки-Лобачевске
13. Рогатка
14. Сурово
15. Влучки
16. Взгурек
17. Жуки

## Соседние гмины
1. Гмина Кодень
2. Гмина Пищац
3. Гмина Рокитно
4. Тересполь
5. Гмина Залесе

## Экономика
- Перевалочный пункт "Малашевичи".

## Города-побратимы
- Брест, Белоруссия